# 妇女的屈从地位
《妇女的屈从地位》（英語：The Subjection of Women）是一篇英国功利主义政治哲学家约翰·斯图亚特·密尔在妻子哈莉特·泰勒·密尔协助下，于1869年出版的呼吁给予妇女平权和参政选举权的女权主义思想著作。密尔在1858年哈莉特离世后，整理并出版了《论自由》一书，随后在1861年完成了《妇女的屈从地位》。在当时欧洲传统道德标准、社会舆论占绝对优势的情况下，对一般欧洲人来说，这本书所倡导的女性平权是带有离经叛道性质的。
在他的自传中，密尔怀念了他妻子和继女对这本著作之创作给予的极大帮助：
在出版这本书（《妇女的屈从地位》）前，许多章节得以为我女儿的绝妙想法、文章所充实；但最重要的，最出类拔萃的贡献当属我的妻子——当属在我们无数次交谈和意见交换中，慢慢充实的一个不可或缺的话题。
尽管大多数学者同意约翰·密尔是本书的唯一执笔者，值得注意的是本书中有许多论点和哈莉特·泰勒·密尔1851年出版的《妇女的参政权》中的论证是类似的。

## 延伸阅读
- Annas, Julia (1977). "Mill and the Subjection of Women," Philosophy, Vol. 52, pp. 179–194.
- James, William (1869). "Women's Suffrage, by Horace Bushnell and the Subjection of Women by John Stuart Mill," The North American Review, Vol. 109, No. 225, pp. 556–565.
- Oliphant, Margaret (1869). "Mill on the Subjection of Women," （页面存档备份，存于） The Edinburgh Review, Vol. 130, pp. 291–306.
- Shanley, Mary Lyndon (1981). "Marital Slavery and Friendship: John Stuart Mill's The Subjection of Women," Political Theory, Vol. 9, No. 2, pp. 229–247
- Stove, David (1993). "The Subjection of John Stuart Mill", Philosophy, Vol. 68, No. 263, pp. 5–13.

## 链接
- 维基文库中的相關文獻：The Subjection of Women
- Full text of The Subjection of Women at Wikisource（页面存档备份，存于）
- LibriVox中的公有领域有声书《The Subjection of Women》